# Distrito de Nanchoc
El distrito de Nanchoc es uno de los trece que conforman la provincia de San Miguel, ubicada en el departamento de Cajamarca en el Norte del Perú.
Desde el punto de vista jerárquico de la Iglesia católica forma parte de la Diócesis de Cajamarca, sufragánea de la Arquidiócesis de Trujillo.

## Historia
El distrito fue creado mediante Ley N° 13039 del 2 de diciembre de 1958, en el segundo gobierno del Presidente Manuel Prado Ugarteche. Comprendía a los centros poblados de Carahuasi, Bolívar, El Espino, Trigal, La Aventuraza, El Diamante, La Tambora y Tingues. Casi todos estos han sido incluidos en el distrito de Bolívar, desmembrándolo en 1989.

## Geografía
Tiene una superficie de 358,94 km²

## Capital
Su capital es el poblado de Nanchoc.

## Autoridades

### Municipales
- 2019 - 2022[4]
  - Alcalde: Juan Carlos Suxe Suárez, de Fuerza Popular.
  - Regidores:

  1. Darwing Jakson Larrea Calderón (Fuerza Popular)
  2. Elmer Jorge Vásquez Monzón (Fuerza Popular)
  3. Olmedo La Torre Monzón (Fuerza Popular)
  4. Olga Jovvany León Pérez (Fuerza Popular)
  5. Ulises Rafael Cerna Yzquierdo (Podemos por el Progreso del Perú)

Alcaldes anteriores
- 2011 - 2014:[5] Vanessa Liliana Becerra Balcázar,Movimiento de Afirmación Social Alianza para el Progreso (APP)
- 2007 - 2010: Leonidas Mariano López Díaz.

### Policiales
- Comisario:  PNP.